# Lijst van kranten in Nederland

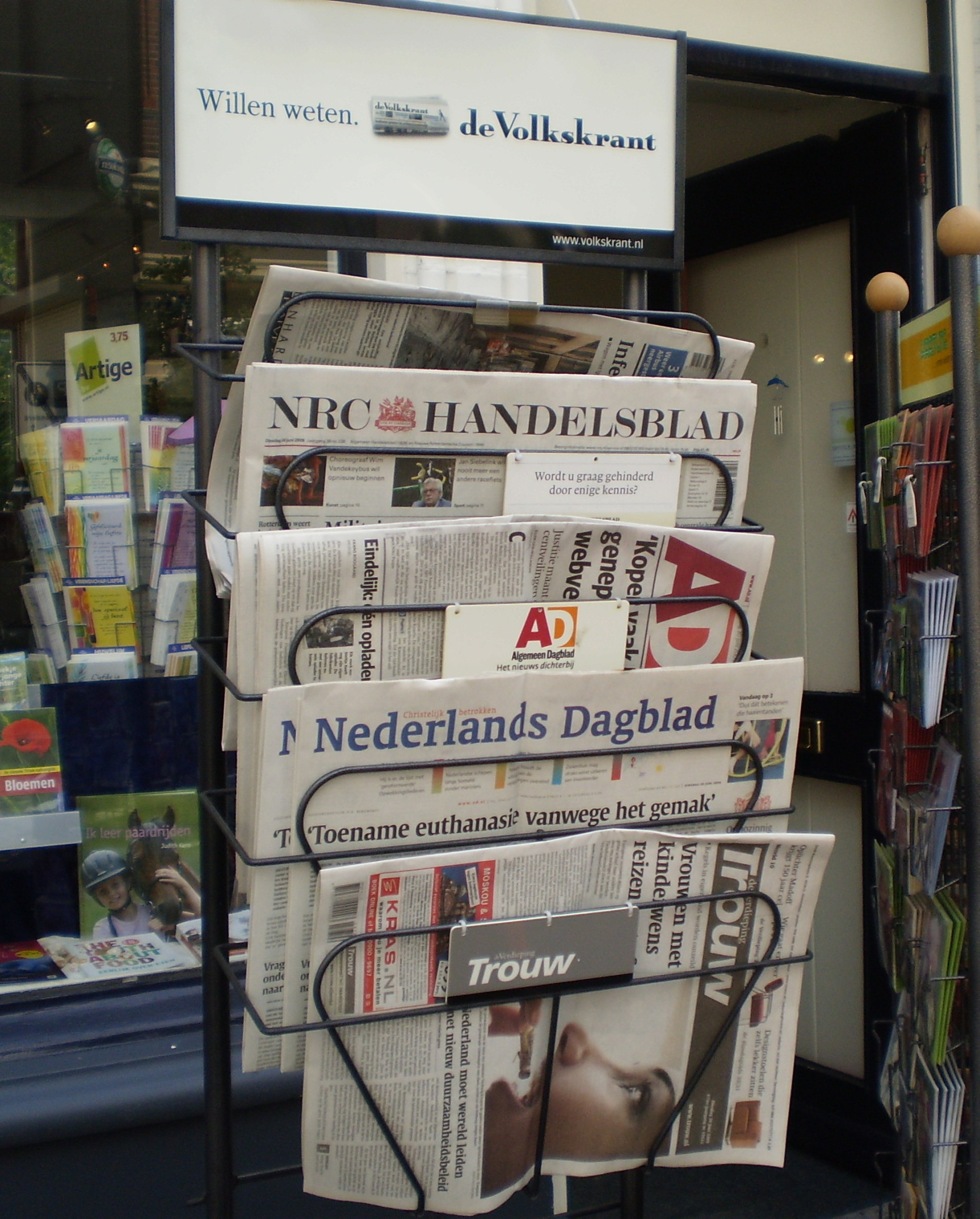
Krantenrek met Nederlandse dagbladen

Hieronder volgt een lijst van kranten in Nederland. Deze lijst is niet compleet.

## Nationale kranten
Gegevens van 2023, oplage afgerond op 1.000.
| Krant                   | Hoofdkwartier | Bereik  | Formaat | Uitgever               | Eigenaar            |
| ----------------------- | ------------- | ------- | ------- | ---------------------- | ------------------- |
| Algemeen Dagblad        | Rotterdam     | 802.000 | Tabloid | De Persgroep Nederland | DPG Media           |
| De Telegraaf            | Amsterdam     | 741.000 | Tabloid | Telegraaf Media Groep  | Mediahuis Nederland |
| de Volkskrant           | Amsterdam     | 500.000 | Tabloid | De Persgroep Nederland | DPG Media           |
| NRC                     | Amsterdam     | 298.000 | Tabloid | Mediahuis              | Mediahuis           |
| Trouw                   | Amsterdam     | 189.000 | Tabloid | De Persgroep Nederland | DPG Media           |
| Het Financieele Dagblad | Amsterdam     | 87.000  | Tabloid | FD Mediagroep          | FD Mediagroep       |
| Reformatorisch Dagblad  | Apeldoorn     | 103.000 | Tabloid | Erdee Media Groep      | Erdee Media Groep   |
| Nederlands Dagblad      | Amersfoort    | 79.000  | Tabloid | Nederlands Dagblad BV  | Nederlands Dagblad  |

## Regionale kranten
Gegevens dateren van 2016.
| Krant                                | Hoofdkwartier    | Oplage  | Gebied van uitgave                                        | Eigenaar            |
| ------------------------------------ | ---------------- | ------- | --------------------------------------------------------- | ------------------- |
| De Limburger                         | Sittard          | 132.939 | Limburg                                                   | Mediahuis           |
| De Gelderlander                      | Nijmegen         | 119.906 | Gelderland, Noordoost-Noord-Brabant, Noord-Limburg        | DPG Media           |
| Noordhollands Dagblad                | Alkmaar          | 102.715 | Noord-Holland ten noorden van het IJ                      | Mediahuis Nederland |
| De Stentor                           | Apeldoorn        | 101.725 | Salland, Flevoland, Noord-Gelderland                      | DPG Media           |
| Dagblad van het Noorden              | Groningen        | 101.715 | Groningen, Drenthe                                        | Mediahuis Noord     |
| Brabants Dagblad                     | 's-Hertogenbosch | 101.541 | Centraal- en Noordoost-Noord-Brabant, Zuidwest-Gelderland | DPG Media           |
| De Twentsche Courant Tubantia        | Enschede         | 91.313  | Twente                                                    | DPG Media           |
| Eindhovens Dagblad                   | Eindhoven        | 89.498  | Zuidoost-Noord-Brabant                                    | DPG Media           |
| BN DeStem                            | Breda            | 87.293  | West-Noord-Brabant                                        | DPG Media           |
| Leeuwarder Courant                   | Leeuwarden       | 67.517  | Friesland                                                 | Mediahuis Noord     |
| Het Parool                           | Amsterdam        | 57.196  | Stadsregio Amsterdam                                      | DPG Media           |
| Provinciale Zeeuwse Courant          | Vlissingen       | 45.255  | Zeeland                                                   | DPG Media           |
| De Limburger                         | Heerlen          | 43.730  | Limburg                                                   | Mediahuis           |
| Leidsch Dagblad                      | Leiden           | 32.278  | Noord-Zuid-Holland, Zuid-Noord-Holland                    | Mediahuis Nederland |
| Haarlems Dagblad en IJmuider Courant | Haarlem          | 28.183  | Kennemerland                                              | Mediahuis Nederland |
| De Gooi- en Eemlander                | Hilversum        | 18.923  | Het Gooi, Eemland                                         | Mediahuis Nederland |
| Friesch Dagblad                      | Leeuwarden       | 12.567  | Friesland                                                 | Mediahuis Noord     |
| Barneveldse Krant                    | Barneveld        | 10.014  | Barneveld                                                 | BDU                 |
| De Flevopost                         | Emmeloord        |         | Flevoland                                                 | Mediahuis Noord     |

## Lokale kranten
- Agrarisch West-Friesland
- Amsterdam Weekly
- Asser Courant
- Baarnsche Courant
- Bornse Courant[2]
- Brabants Centrum (Boxtel, Liempde, Lennisheuvel, Esch, Gemonde)
- De Andijker
- De Bunschoter
- De Heraut (Lansingerland)
- De krant van Midden-Drenthe
- DeMooiRooiKrant (diverse edities, Zuidoost Brabant)
- DeMooiBoxtelKrant (diverse edities, Zuidoost-Brabant)
- DeMooiLaarbeekKrant (diverse edities, Zuidoost-Brabant)
- De Schakel Barendrecht[3]
- Dorpsklanken (Eelde-Paterswolde)
- Eendrachtbode (Tholen)
- Erpse Krant (Erp, Keldonk en Boerdonk)
- Graafsche Courant
- Groninger Gezinsbode
- Groninger Krant
- Haagsche Courant (onderdeel van het Algemeen Dagblad)
- Haarlems Dagblad
- Harlinger Courant
- Helderse Courant (onderdeel van het Noordhollands Dagblad)
- Hoofddorpse Courant
- Heerenveense Courant
- Leidsch Dagblad
- Leusder Krant[4]
- Maas- en Niersbode
- Meppeler Courant
- Nieuwsblad voor Huizen
- De Nijmeegse Stadskrant
- Rotterdams Dagblad (onderdeel van het Algemeen Dagblad)
- Sneeker Nieuwsblad
- Soester Courant
- Stadsnieuws Tilburg
- Steenbergse Courant
- Hoogeveensche Courant
- WeesperNieuws
- Zeisters[5] (Zeist)

## Voormalige kranten
- Algemeen Handelsblad

In 1970 samen met de Nieuwe Rotterdamsche Courant voortgezet als NRC Handelsblad
- Alphens Dagblad (Alphen aan den Rijn)

In 1991 (?) opgegaan in het Leidsch Dagblad
- Amersfoortse Courant (Amersfoort)

In 2005 als editie opgegaan in het Algemeen Dagblad
- Arnhemse Courant

Opgegaan als editie in De Gelderlander
- Apeldoornse Courant (Apeldoorn)

Als editie opgegaan in de Stentor
- Het Binnenhof (Den Haag)

Opgeheven in 1993
- Brabants Nieuwsblad (Roosendaal)

In 1998 opgegaan in BN De Stem (Breda)
- De Courant/Nieuws van de Dag (Amsterdam)

In 1998 opgegaan in De Telegraaf
- Dagblad Flevoland

Als editie opgegaan in de Stentor
- Dagblad Rivierenland

Op 14 november 2003 opgeheven; aanvankelijk opgegaan in twee verschillende edities Rivierenland van De Gelderlander en Utrechts Nieuwsblad, sinds 1-1-2005 een editie van het Algemeen Dagblad
- Dagblad Tubantia

In 1997 opgegaan in De Twentsche Courant Tubantia
- Dagblad van Almere

Op 2 april 2003 opgegaan in De Gooi- en Eemlander
- Dagblad van het Oosten

In 1993 opgegaan in Dagblad Tubantia
- Dagblad voor Noord-Limburg

In 1996 opgegaan in Dagblad de Limburger
- Deventer Dagblad (Deventer)

Als editie opgegaan in de Stentor
- De Dordtenaar (Dordrecht)

In 2005 als editie opgegaan in het Algemeen Dagblad
- De Pers (gratis)

t/m 30 maart 2012
- Dordrechts Nieuwsblad

?
- Dordts Dagblad

?
- Drentse Courant (Drenthe)

In 2002 opgegaan in Dagblad van het Noorden
- Economisch Dagblad

In 1998 opgegaan in Nieuwsblad Transport
- Friese Koerier

In 1969 opgegaan in de Leeuwarder Courant.
- Gazette d'Amsterdam[6]

1663-1796
- Gazette de La Haye[7]

1744-1790
- Gazette de Leyde

1677-1798
- Gazette de Rotterdam[8]

1689-1720
- Gazette d'Utrecht[9]

1721-1785
- Gelders Dagblad

Als editie opgegaan in de Stentor
- Gelders-Overijsselse Courant

In 1994 opgegaan in het Gelders Dagblad
- Goudsche Courant (Gouda)

In 2005 opgegaan in de editie Groene Hart van het Algemeen Dagblad
- De Graafschapbode

In 1994 opgegaan in het Gelders Dagblad
- Groninger Courant

Opgeheven op 1 juli 1811
- Groninger Dagblad

Opgeheven op 1 februari 1948
- Groninger Dagblad Stad (Groningen)

In 2002 opgegaan in Dagblad van het Noorden
- Haagsche Courant (Den Haag)

In 2005 als editie opgegaan in het Algemeen Dagblad
- Helmonds Dagblad

In 1993 opgegaan in het Eindhovens Dagblad
- Leidse Courant

In 1991 opgegaan in het Leidsch Dagblad
- De Maasbode

In 1959 opgegaan in De Tijd; De Tijd werd later weekblad en ging later op in HP/De Tijd
- Metro

In 2020 opgeheven als krant.
- News.nl

In 2001 werd News.nl beëindigd.
- Nieuw Kamper Dagblad

Als editie opgegaan in de Stentor
- De Nieuwe Krant

Opgegaan in De Gelderlander
- Nieuwe Rotterdamsche Courant

In 1970 samen met het Algemeen Handelsblad voortgezet als NRC Handelsblad
- Nieuwsblad van het Noorden

In 2002 opgegaan in Dagblad van het Noorden
- Nieuwsblad van het Zuiden (Tilburg)

In 1994 opgegaan in het Brabants Dagblad
- Nieuwe Noordhollandsche Courant (Purmerend)

Op 7 juni 2003 naam gewijzigd in Dagblad Waterland
- Nieuwe Tilburgsche Courant

In 1964 opgegaan in Nieuwsblad van het Zuiden
- De Noord-Amsterdammer (Amsterdam-Noord)

Op 22 januari 1992 opgenomen in Amsterdams stadsblad Noord
- De Noord-Brabanter (Den Bosch)

In 1944 overgegaan in Nieuwe Brabantsche Courant, per 1959 Brabants Dagblad
- Rijn en Gouwe (Alphen aan den Rijn)

In 2005 opgegaan in de editie Groene Hart van het Algemeen Dagblad
- De Rotterdammer

Protestants-christelijke krant, in 1975 gefuseerd met Trouw
- Rotterdams Nieuwsblad

In 1991 (?) opgegaan in het Rotterdams Dagblad
- Rotterdams Dagblad (Rotterdam)

In 2005 als editie opgegaan in het Algemeen Dagblad
- Het Rotterdamsch Parool

Editie van Het Parool
- Sallands Dagblad

Als editie opgegaan in de Stentor
- Sp!ts

In 2014 opgegaan in de Metro
- De Standaard

Tussen 1872 en 1944 het klankbord van antirevolutionair en gereformeerd Nederland
- De Stem (Breda)

In 1998 opgegaan in BN/De Stem
- Tilburgsche Courant

In 1931 opgegaan in de Nieuwe Tilburgsche Courant
- De Tijd

Katholiek dagblad, werd een weekblad, vervolgens opgegaan in HP/De Tijd
- Twentsche Courant

In 1997 opgegaan in De Twentsche Courant Tubantia
- Dagblad De Typhoon (Zaandam)

In 1992 opgegaan in Dagblad Zaanstreek
- Utrechts Nieuwsblad (Utrecht)

In 2005 als editie opgegaan in het Algemeen Dagblad
- Het Vaderland (Den Haag)

1869-1982
- Veluws Dagblad

Als editie opgegaan in de Stentor
- Het Vrije Volk (Rotterdam)

In 1991 (?) opgegaan in het Rotterdams Dagblad
- Het Volk

1900-1940
- De Waarheid

In 1990 opgeheven, oorspronkelijk verzetskrant, later partijkrant van de CPN
- De Zaanlander

In 1992 opgegaan in Dagblad Zaanstreek
- Zierikzeesche Nieuwsbode

In 1998 opgegaan in de Provinciale Zeeuwse Courant
- Zutphens Dagblad

Als editie opgegaan in de Stentor
- Zwolse Courant (Zwolle)

Als editie opgegaan in de Stentor